# هلن گاردنر
هلن گاردنر (انگلیسی: Helen Gardner؛ ۲ سپتامبر ۱۸۸۴ – ۲۰ نوامبر ۱۹۶۸) بازیگر، تهیه‌کننده تئاتر، نویسنده، تدوین‌گر و طراح لباس اهل ایالات متحده آمریکا بود. وی بین سال‌های ۱۹۱۰ تا ۱۹۲۴ میلادی فعالیت می‌کرد. وی نخستین زن بازیگری است که گروه نمایشی مخصوص به خود را بنیان نهاد و به تولید نمایش‌های حرفه‌ای تئاتری پرداخت.

## گزیدهٔ فیلم‌شناسی
- کلئوپاترا (۱۹۱۲)
- داستان دو شهر (۱۹۱۱)